# Teresa Marczewska
Teresa Marczewska, z d. Kamińska (ur. 6 stycznia 1948 w Jarosławiu) – polska aktorka, laureatka wyróżnienia honorowego za rolę w filmie Dreszcze na Festiwalu Polskich Filmów Fabularnych w Gdańsku (1981).

## Życiorys
Absolwentka PWST w Krakowie (1969).
Żona reżysera Wojciecha Marczewskiego, matka aktora Macieja Marczewskiego i reżysera Filipa Marczewskiego.

## Filmografia
- Barwy szczęścia (2011) jako przyjaciółka pani Nadii
- Kto nigdy nie żył... (2006) jako matka księdza Jana
- Quo vadis (2001)
- Weiser (2001)
- Ucieczka z kina „Wolność” (1990)
- Rzeka kłamstwa (1989)
- Dekalog VIII (serial telewizyjny) (1988)
- Dreszcze (1981)
- Zmory (1978)
- Raj na ziemi (1970)
- Stawka większa niż życie (serial telewizyjny) (1968)
- Słońce wschodzi raz na dzień (1967)